# Zentralinstitut für Jugendforschung
Das Zentralinstitut für Jugendforschung (ZIJ) der DDR existierte von 1966 bis 1990. Es wurde als Pendant zum Deutschen Jugendinstitut (DJI) der BRD gegründet.
Langjähriger Leiter war Walter Friedrich.

## Ziele und Forschungsfelder
Ziel der Einrichtung war es der DDR-Jugendpolitik wissenschaftliche Erkenntnisse über die verschiedenen Lebensbereiche, vorherrschenden Einstellungen, Verhaltensweisen, Ansprüche und Probleme der DDR-Jugend zu liefern. Von besonderem Interesse war die politische und kulturelle Aktivität der Jugend in der DDR und deren – wie es nach der damaligen Sprachregelung hieß – „gesellschaftliche Selbstverwirklichung“. Zu den Feldern empirische Forschung des Instituts gehörten:
- Intervallstudien zur Entwicklung im Kindes- und Jugendalter (und darüber hinaus)
- allgemeinpsychologische Studien zur Intelligenzentwicklung und Kreativität
- die international anerkannte Zwillingsforschung.

## Geschichte
Die Jugendforschung an der Universität Leipzig hatte eine lange Tradition. Nach dem Zweiten Weltkrieg wurde diese Tradition am Psychologischen Institut der Universität fortgesetzt. Bestrebungen, die wissenschaftliche Forschungsarbeit auf diesem Gebiet zu intensivieren, hatten erst nach der Gründung des DJI 1963 in München Erfolg. 1965 erhielt Walter Friedrich den Auftrag zur Gründung eines selbstständigen Instituts in der DDR.
Ein Jahr später wurde das ZIJ in Leipzig gegründet. Mit der wachsenden Bedeutung der Arbeit des Instituts für die DDR wuchs auch seine personelle und materielle Ausstattung. Von anfänglich sieben Mitarbeitern wuchs der Personalbestand bis 1970 auf 25 Mitarbeiter an und erreichte Anfang 1980 mit 55 Wissenschaftlern und 45 technischen Angestellten seinen Höhepunkt.
Friedrich untersuchte insbesondere die Persönlichkeitsentwicklung junger Menschen aus anthropologischer Sicht, dies gelang Friedrich durch eine breite, interdisziplinäre Zusammensetzung des wissenschaftlichen Personals.
1968 begann das Institut mit seiner ersten Intervallstudie zu Entwicklungsfaktoren und Entwicklungsformen von zwölfjährigen Kindern im Kontext sich verändernder gesellschaftlicher und individueller Lebensbedingungen, die bis 1980 andauerte. Der Vorzug der Studien des Instituts bestand vor allem in der Regelmäßigkeit, ihrer Vergleichbarkeit und widerspiegelte ziemlich exakt die Realität der Jugend in der DDR. Einschränkungen ergaben sich aus politischen Gründen, da einige Themen aus den Untersuchungen ausgenommen waren oder nur am Rand behandelt werden konnten. Auf Grund der besonderen Bedeutung der Forschungsarbeit für die DDR stand die Arbeit des Instituts unter ständiger Beobachtung der Sozialistischen Einheitspartei Deutschlands (SED). 1969 geriet die wissenschaftliche Arbeit erstmals in verstärkte Kritik. Dem Institut wurde eine empiristische, realitätsferne Betrachtungsweise und methodische Mängel vorgeworfen. Dieser Vorwurf führte zu Restriktionen. Diese bestanden u. a. im Verbot der Publikation bestimmter Forschungsergebnisse und erschwerten Zugang zu Schulen und anderen Einrichtungen. So war es erst nach der Wende in der DDR möglich, die vollständige umfangreiche Datensammlung des Instituts einer breiten Öffentlichkeit zugänglich zu machen.
Mit der Wende zeichnete sich auch das Ende des ZIJ ab. Versuche, durch eine Kooperation mit dem DJI das Institut zu erhalten, schlugen fehl. So wurde das Institut, vor allem wegen seiner Staatsnähe, gemäß Einigungsvertrag, zum 31. Dezember 1990 „abgewickelt“. Nur wenige Mitarbeiter wurden vom DJI in einer „Regionalen Arbeitsstelle Leipzig“ übernommen. 2003 erfolgte schließlich ein Umzug der Außenstelle von Leipzig nach Halle (Saale) in Räume der Franckeschen Stiftungen. Bis heute Fortbestand hat die 1987 vom ZIJ initiierte Sächsische Längsschnittstudie.

## Bekannte Mitarbeiter
- Klaus Korn Gründer 1966[1]
- Peter Förster (1966–1990)
- Rolf Ludwig (1966–1990)
- Lothar Bisky (1967–1980)
- Kurt Starke (1967–1990)
- Hans-Georg Mehlhorn (1970–1985)
- Volkmar Weiss (1977–1984)
- Gustav-Wilhelm Bathke (1978–1990)

Weitere Mitarbeiter sind in der Gesamtgeschichte des Institutes aufgeführt.